# Sandro Riminucci
Alessandro Riminucci, detto Sandro (Tavoleto, 26 giugno 1935), è un ex cestista italiano, attivo tra gli anni cinquanta e sessanta del XX secolo.

## Carriera
Inizia la sua attività sportiva presso il Club Scherma Pesaro per poi passare al basket. Militò dapprima con la Victoria Libertas Pesaro e dal 1957 con l'Olimpia Milano, con la quale vinse 9 scudetti e una Coppa dei Campioni. Si ritirò dal basket giocato nel 1970. 
Viene considerato tra i più grandi giocatori della pallacanestro italiana di tutti i tempi, per il suo stile inconfondibile, la sua intelligenza di gioco, la sua precisione nel tiro, i suoi fondamentali "all'americana" tecnicamente perfetti. Fu soprannominato l'Angelo biondo per la sua capacità di "volare" a canestro e per la sua eccezionale elevazione da terra quando tirava in sospensione. Il 3 maggio 1964, contro la Marina La Spezia segnò il record per quell'epoca di 77 punti in una sola partita della massima serie della pallacanestro italiana, record poi superato solo da Carton Myers nel 1995 (87 punti in una sola partita).
In totale, ha realizzato 4427 punti in Serie A1.

## Palmarès
- Coppa dei Campioni: 1

Olimpia Milano: 1965-66
- Campionato italiano: 9

Olimpia Milano: 1956-57, 1957-58, 1958-59, 1959-60, 1961-62, 1962-63, 1964-65, 1965-66, 1966-67